# کداک سی۶۱۳
کداک سی۶۱۳ (به انگلیسی: Kodak c613) یک دوربین عکاسی ساخت شرکت کداک است.